# Karachkhed, Chincholi
Karachkhed là một làng thuộc tehsil Chincholi, huyện Gulbarga, bang Karnataka, Ấn Độ.